# Manushi Chhillar
Manushi Chhillar, née le 14 mai 1997 à Rohtak (Haryana), est une reine de beauté indienne, élue Miss Inde 2017 et Miss Monde 2017, elle succède à Stephanie Del Valle.

## Biographie
Actuelle étudiante en médecine, elle est née aussi de parents médecins, son père Mitra Basu Chhillar, est docteur en médecine et scientifique au DRDO, puis sa mère Neelam Chhillar, est docteur en biochimie et professeur associé et chef du département de neurochimie à l'Institut de Comportement humain et sciences connexes. 
Manushi a fait ses études à l'école Saint-Thomas de New Delhi et a poursuivi son cours de MBBS auprès du Bhagat Phool Singh College de médecine d'Haryana.
Une danseuse formée de Kuchipudi, avec les danseurs légendaires Raja et Radha Reddyet Kaushalya Reddy, elle a également fait partie de l'École nationale de théâtre.